# Chaveignes
Chaveignes és un municipi francès, situat al departament de l'Indre i Loira i a la regió de Centre – Vall del Loira. L'any 2007 tenia 542 habitants.

## Demografia

### Població
El 2007 la població de fet de Chaveignes era de 542 persones. Hi havia 238 famílies, de les quals 54 eren unipersonals (23 homes vivint sols i 31 dones vivint soles), 121 parelles sense fills, 51 parelles amb fills i 12 famílies monoparentals amb fills.
La població ha evolucionat segons el següent gràfic:
Habitants censats

### Habitatges
El 2007 hi havia 349 habitatges, 244 eren l'habitatge principal de la família, 91 eren segones residències i 14 estaven desocupats. 268 eren cases i 77 eren apartaments. Dels 244 habitatges principals, 207 estaven ocupats pels seus propietaris, 27 estaven llogats i ocupats pels llogaters i 10 estaven cedits a títol gratuït; 3 tenien una cambra, 8 en tenien dues, 22 en tenien tres, 69 en tenien quatre i 141 en tenien cinc o més. 41 habitatges disposaven pel capbaix d'una plaça de pàrquing. A 103 habitatges hi havia un automòbil i a 121 n'hi havia dos o més.

### Piràmide de població
La piràmide de població per edats i sexe el 2009 era:
| Homes | Edats   | Dones |
| ----- | ------- | ----- |
| 0     | 95 o +  | 0     |
| 0     | 90 a 94 | 0     |
| 4     | 85 a 89 | 12    |
| 0     | 80 a 84 | 0     |
| 24    | 75 a 79 | 12    |
| 28    | 70 a 74 | 16    |
| 12    | 65 a 69 | 36    |
| 20    | 60 a 64 | 24    |
| 20    | 55 a 59 | 12    |
| 32    | 50 a 54 | 12    |
| 20    | 45 a 49 | 28    |
| 20    | 40 a 44 | 12    |
| 28    | 35 a 39 | 28    |
| 16    | 30 a 34 | 16    |
| 24    | 25 a 29 | 12    |
| 12    | 20 a 24 | 0     |
| 36    | 15 a 19 | 4     |
| 24    | 10 a 14 | 12    |
| 8     | 5 a 9   | 8     |
| 16    | 0 a 4   | 0     |

## Economia
El 2007 la població en edat de treballar era de 310 persones, 207 eren actives i 103 eren inactives. De les 207 persones actives 190 estaven ocupades (101 homes i 89 dones) i 18 estaven aturades (8 homes i 10 dones). De les 103 persones inactives 58 estaven jubilades, 13 estaven estudiant i 32 estaven classificades com a «altres inactius».

### Ingressos
El 2009 a Chaveignes hi havia 245 unitats fiscals que integraven 561,5 persones, la mediana anual d'ingressos fiscals per persona era de 16.559 €.

### Activitats econòmiques
Dels 39 establiments que hi havia el 2007, 1 era d'una empresa alimentària, 1 d'una empresa de fabricació d'elements pel transport, 2 d'empreses de fabricació d'altres productes industrials, 5 d'empreses de construcció, 14 d'empreses de comerç i reparació d'automòbils, 1 d'una empresa d'hostatgeria i restauració, 2 d'empreses financeres, 4 d'empreses immobiliàries, 6 d'empreses de serveis, 1 d'una entitat de l'administració pública i 2 d'empreses classificades com a «altres activitats de serveis».
Dels 9 establiments de servei als particulars que hi havia el 2009, 2 eren tallers de reparació d'automòbils i de material agrícola, 1 taller d'inspecció tècnica de vehicles, 1 paleta, 2 fusteries, 2 lampisteries i 1 perruqueria.
Dels 8 establiments comercials que hi havia el 2009, 1 era un hipermercat, 1 un supermercat, 1 una botiga de menys de 120 m², 1 una botiga de roba, 2 botigues d'electrodomèstics, 1 una botiga de material esportiu i 1 una joieria.
L'any 2000 a Chaveignes hi havia 33 explotacions agrícoles que ocupaven un total de 1.032 hectàrees.

## Poblacions més properes
El següent diagrama mostra les poblacions més properes.